# Sverdlovsk 2nd Air Enterprise
Sverdlovsk 2nd Air Enterprise (Russisch: ОАО Второе Свердловское авиапредприятие) was een Russische luchtvaartmaatschappij met haar thuisbasis in Jekaterinenburg (1993—2011).

## Geschiedenis
Sverdlovsk 2nd Air Enterprise is opgericht in 1995 als opvolger van Aeroflots Sverdlovsk 2e divisie.

## Vloot
De vloot van Sverdlovsks 2nd Air Enterprise bestaat uit:Dec(2006)
- 4 Yakolev Yak40()
- 1 Yakolev Yak-40AT
- 1 Antonov AN-74 (A)